# هریت ببیت
هریت «هتی» کونز ببیت (زادهٔ ۱۳ نوامبر ۱۹۴۷) وکیل و دیپلمات پیشین است که از سال ۱۹۹۳ تا ۱۹۹۷ به‌عنوان سفیر ایالات متحده در سازمان کشورهای آمریکایی (OAS) و از ۱۹۹۷ تا ۲۰۰۱ به‌عنوان معاون مدیر آژانس توسعه بین‌المللی ایالات متحده (USAID) خدمت کرد. او در ایالت‌های آریزونا و واشینگتن، دی.سی. به وکالت پرداخته است. پیش از آغاز فعالیت حقوقی، در سال‌های ۱۹۷۲-۱۹۷۳ برای جک دی. اچ. هیز، رئیس وقت دیوان عالی آریزونا، به‌عنوان دستیار قضایی کار کرده است.

## فعالیت‌های غیرانتفاعی و دانشگاهی
ببیت در حوزه‌های مختلف بخش غیرانتفاعی فعالیت گسترده‌ای دارد. او در حال حاضر به‌عنوان نایب‌رئیس مؤسسه ملی دموکراتیک برای امور بین‌المللی فعالیت می‌کند و پیش‌تر از ۱۹۸۸ تا ۱۹۹۳ عضو هیئت مدیره این سازمان بود. او همچنین عضو هیئت مشاوران مؤسسه مطالعات دیپلماسی (ISD) در دانشکده خدمات خارجی دانشگاه جرج‌تاون است.
ببیت به‌عنوان نایب‌رئیس هیئت مدیره مؤسسه منابع جهانی (WRI)، رئیس هیئت مدیره جمعیت بین‌المللی (PAI) و نایب‌رئیس هیئت اجرایی ابتکار حقوقی آمریکای مرکزی و اوراسیا در کانون وکلای آمریکا (ABA-CEELI) فعالیت کرده است. علاوه بر این، از ۱۹۹۳ تا ۱۹۹۷ به‌عنوان یکی از اعضای هیئت مدیره بنیاد بین‌آمریکایی، که توسط سنا تأیید شده بود، خدمت کرد. او همچنین عضو غیرحرفه‌ای کمیته ارتباطات در آموزش پزشکی (LCME) بود که مسئول اعتباربخشی دانشکده‌های پزشکی در ایالات متحده است و به‌عنوان پژوهشگر ارشد سیاست عمومی در مرکز بین‌المللی پژوهشگران وودرو ویلسون در واشینگتن، دی.سی. فعالیت داشت.
ببیت سابقه طولانی در حمایت از دموکراسی و حقوق بشر دارد. او در هیئت‌های بین‌المللی متعددی برای آمادگی و نظارت بر انتخابات در سراسر جهان، از جمله مأموریت‌های سازمان‌یافته توسط مرکز کارتر، مؤسسه ملی دموکراتیک و سازمان ملل متحد حضور داشته است. در این راستا، او در سال ۱۹۹۲ به‌عنوان نماینده ایالات متحده در مأموریت سازمان ملل برای نظارت بر انتخابات آنگولا فعالیت کرد. در سال ۲۰۰۹، ببیت ریاست هیئت اعزامی رئیس‌جمهور باراک اوباما به تیمور شرقی را برای دهمین سالگرد همه‌پرسی استقلال این کشور که تحت نظارت سازمان ملل از اندونزی جدا شده بود، بر عهده داشت.
سفیر ببیت عضو دائمی شورای روابط خارجی است.

## زندگی شخصی
هتی کونز در چارلستون، ویرجینیای غربی متولد شد و سپس به برانزویل، تگزاس نقل مکان کرد، جایی که در سال ۱۹۶۵ از دبیرستان برانزویل فارغ‌التحصیل شد. او در سال ۱۹۶۹ مدرک کارشناسی خود را در رشته اسپانیایی از دانشگاه ایالتی آریزونا دریافت کرد و در سال ۱۹۷۲ مدرک J.D. خود را اخذ نمود.
در سال ۱۹۶۸، زمانی که دانشجوی دانشگاه ایالتی آریزونا بود، با بروس ببیت ازدواج کرد. بروس ببیت از ۱۹۷۸ تا ۱۹۸۷ به‌عنوان فرماندار آریزونا و از ۱۹۹۳ تا ۲۰۰۱ به‌عنوان وزیر کشور ایالات متحده آمریکا در کابینه رئیس‌جمهور بیل کلینتون خدمت کرد. این زوج دو پسر به نام‌های کریستوفر و تی.جی. دارند.
یک خط ریلی موقت که در منطقه کلان‌شهری فینیکس فعالیت می‌کرد، به نام او نام‌گذاری شد. در پی وقوع سیلاب‌های شدید در فوریه ۱۹۸۰ که به بسیاری از پل‌های عبور از رود سالت آسیب رساند، ترافیک در این منطقه به شدت مختل شد. در واکنش به این بحران، یک خط قطار مسافری موقت بین شهرهای فینیکس، تمپی و میزا راه‌اندازی شد که از مسیرهای ریلی باری موجود و قطارهای آمتراک استفاده می‌کرد. این خط ریلی به افتخار فرماندار و بانوی اول آریزونا، «هتی بی.» نام‌گذاری شد. با ترمیم پل‌ها، این خط ریلی تعطیل شد، اما باعث افزایش علاقه عمومی به حمل‌ونقل عمومی در منطقه فینیکس شد.